# Båtvikbergen
Båtvikbergen är kullar i Lumparlands kommun på Åland (Finland). De ligger i den sydöstra delen av landskapet, 20 km öster om huvudstaden Mariehamn. Båtvikbergen ligger på ön Fasta Åland.